# Дом паромщика
«Дом паромщика» (англ. La Maison du Passeur, 1915 год) — художественный фильм Жерара Буржуа 1915 года. Премьера фильма состоялась во Франции 5 марта 1915 года. Снят по роману Эмиля Габорио. Фильм выделил Жорж Садуль.